# Губник (село, Гайсинский район)
Гу́бник (укр. Губник) — село на Украине, находится в Гайсинском районе Винницкой области.
Код КОАТУУ — 0520881506. Население по переписи 2001 года составляет 2055 человек. Почтовый индекс — 23746. Телефонный код — 4334.
Занимает площадь 6,518 км².

## Адрес местного совета
23746, Винницкая область, Гайсинский р-н, с.Губник, ул.Ленина, 86